# Lee Hills (calciatore)
Lee Hills (Croydon, 3 aprile 1990) è un ex calciatore inglese, di ruolo difensore.

## Carriera

### Club
Ha esordito nel Crystal Palace nel 2007, dove ha collezionato (fra campionato e coppe) 47 presenze. Nelle stagioni successive, viene mandato in prestito al Colchester United e poi all'Oldham Athletic.
A partire dalla stagione 2009-2010, Hills non viene più utilizzato in campo. Il 2 marzo 2012 è stato ceduto in prestito al Southend United.

### Nazionale
Ha giocato con la nazionale inglese Under-18 e Under-19.